# Saint-Philippe-du-Seignal
Saint-Philippe-du-Seignal település Franciaországban, Gironde megyében. Lakosainak száma 498 fő (2022. január 1.). Saint-Philippe-du-Seignal Saint-Avit-Saint-Nazaire, Razac-de-Saussignac, Ligueux és Pineuilh községekkel határos.

## Népesség
A település népessége az elmúlt években az alábbi módon változott:
| Lakosok száma | 249  | 342  | 389  | 453  | 479  | 486  | 476  | 493  | 502  | 498  |
|               | 1968 | 1982 | 1990 | 2006 | 2013 | 2015 | 2017 | 2019 | 2020 | 2022 |